# Estación Nahuelbuta
Nahuelbuta fue una estación ferroviaria y posterior paradero ubicado en la comuna chilena de Purén la Región de la Araucanía, y que fue parte del ramal Los Sauces-Lebu. Actualmente la vía y la estación se encuentran levantadas.

## Historia
Con el inicio de la planificación y estudios de un ferrocarril que uniera al puerto de Lebu con la red central, varios estudios se realizaron entre 1894 a 1905, pero para 1915 la empresa "The Chilian Eastern Central Railway Company" estaba con problemas financieros y con el tramo entre estación Los Sauces y Guadaba listos; y tuvo que venderle su parte a la Compañía Carbonífera de Lebu, quien siguió los trabajos en 1923. El ferrocarril llegó a este paradero en 1934, con la culminación de la construcción de la sección del ferrocarril entre desde estación Peleco hasta acá.
Debido a la tarea de atravesar la cordillera de Nahuelbuta, el ferrocarril entero entró en operaciones en 1939. Sin embargo, este paradero fue creado después de la adquisición y apertura por parte del estado. Esta estación precede al túnel ferroviario Nahuelbuta.
El 20 de octubre de 1998 la Empresa de los Ferrocarriles del Estado da de baja el ramal entre Purén y Lebu; y en 2005 se entrega el permiso estatal para la remoción de todo bien mueble e inmueble del ramal. La línea no existe, sin embargo, la obra gruesa de la estación aun se encuentra presente.